# رامي قشوع
رامي قشوع (1976-) هو مصمم أزياء فلسطيني ولد في مدينة القدس في الضفة الغربية. شارك في الموسم الرابع من برنامج الواقع بروجيكت راناوي (2007) وحصل على المركز الثاني. وصمم أزياءً للعديد من المشاهير مثل كيم كارداشين وريانا، وعرضت أعماله في أسابيع الموضة والحملات الإعلانية وشبكات التسوق التلفزيونية المختلفة. كما كلفته ملكة الأردن رانيا العبد الله بتصميم الملابس التي تظهر فيها.

## نشأته
نشأ رامي في مدينة رام الله، وعندما كان صغيراً، أبدى اهتمامًا بمساعدة جدته في اختيار الفساتين، وكان له شغف في رسم الأزياء الخاصة به. دعم والديه شغفه بالتصميم، فشجعه والده بصفته رجل أعمال على بناء حياته المهنية الخاصة، وشاركت والدته تصميماته مع أصدقائها، وأحضرته إلى محل الخياطة المحلي. يصف قشوع مصدر إلهامه على النحو التالي: "جاءت أحلامي في أن أصبح مصممًا من ضيق المساحة في طفولتي، ونشأتي بين سيارات الجيب والجنود والترهيب والعنف والاحتلال، أعتقد أن الاختيار اللاواعي للإبداع والتصميم قد حدث كطريقة أواجه فيها واقعًا صعبًا عشته وتحملته."
في عام 1996، وبعد وقت قصير من تخرجه من الثانوية، انتقل رامي إلى الولايات المتحدة واستقر في كاليفورنيا. وفي عام 1997، التحق بدورات التصميم في كلية بروكس، ولكنه ترك الدراسة في النهاية. وفي أوائل العشرينات من عمره، كان يعمل في تجارة التجزئة وبيع الشحنات، بما في ذلك العديد من القمصان التي ارتدتها الممثلة آليا. وبعد رحلة عمل إلى أوروبا، اشترى آلتين للخياطة وبدأ في دراسة التصميم من خلال زيارة المتاجر المحلية العتيقة على مدار السنوات الثلاث التالية.

## عمله
يدمج رامي الموسيقى في عمليته الإبداعية، ويميل نحو الأغاني والمقطوعات الدرامية والعاطفية التي تندمج مع تراثه. وقد تحدث عن التحديات التي تخلقها الموضة السريعة تجاه المصممين الفرديين ، حيث تسبب الانخفاض في قيمة الملابس وتزيد إمكانية التخلص منها. ومن بين المصممين الذين ألهموه إيريس فان هيربن، وفالنتينو، ومدام جريس.
في العقد الأول وأوائل العقد الثاني من القرن الحادي والعشرين، عرض رامي أعماله في الحملات الإعلانية المختلفة، وفي أسابيع الموضة وشبكات التسوق التلفزيونية. فعرض تصميماته في مواسم عديدة من مرسيدس بنز فاشن ويك، وعرض مجموعته في خيام متنزه براينت في ربيع عام 2003. وفي شهر مارس من عام 2005، تم تكليف رامي بتصميم أزياء للحملة الإعلانية لأميريكاز نيكست توب موديل، والتي تم عرضها على اللوحات الإعلانية في جميع أنحاء البلاد. وظهر رامي كضيف عدة مرات على شبكة التسوق المنزلية (HSN)، حيث عرض تصميمات حصرية لعرض "Curations" الذي بيعت تذاكره على الهواء. كما كلفته ملكة الأردن رانيا بتصميم تصميمات حصرية لظهورها العلني.
ظهرت تصميمات رامي على صفحات مجلة نيويورك تايمز ومجلة ويمنز وير ديلي، بالإضافة إلى فوغ، إنترفيو، إيل، إن ستايل، لاكي، بيبول، وأس ويكلي. وقد صمم لعدد من المشاهير منهم: جيسيكا ألبا، فيرجي، تايرا بانكس، إيمي سمارت، إريكاه بادو، لوسي لو، تريسي إليس روس، ليندسي لوهان، باريس هيلتون، بينيلوبي كروز، شيفا روز، ديتا فون تيس، هايدي كلوم، وكيم كارداشيان. وقد صمم أيضًا لكيري هيلسون وريانا.
وفي عام 2016، عاد رامي إلى الضفة الغربية لعرض تصميماته، واستلهام الأفكار من العالم العربي، وشملت بعض مشاريعه التطريز اليدوي من قبل النساء الفلسطينيات. وفي مسقط رأسه، أشرف على تحدي مجموعة من المصممين لمدة شهر لإنشاء "سلسلة من التصاميم الخضراء والصديقة للبيئة من مواد معاد تدويرها"، كما وجه المصممين المحليين في تحدي ساستينابل فاشن الذي ترعاه مؤسسة عبد المحسن القطان.

## ظهوره التلفزيوني
شارك رامي في الموسم الرابع من برنامج الواقع بروجيكت راناوي (2007)، ووصل إلى المرحلة النهائية فيه. ثم عاد إلى البرنامج في الموسم الأول من بروجيكت رانواي: أول ستارز(2012)، حيث احتل المركز الثامن. كما حصل على المركز الرابع في الموسم العشرين من بروجيكت رانواي (2023)، ووصف رامي جماليته بأنها خالدة، رومانسية، وملهمة من الحرية على النقيض من حياته التي عاشها تحت الاحتلال العسكري الإسرائيلي.
وفي عام 2012، تعاون مع شركة القرطاسية Papyrus لتصميم الفساتين الورقية المعروضة في متاجر السلسلة.